# Kaori Minami
Kaori Minami is een personage uit de film Battle Royale. Ze werd gespeeld door actrice Mai Sekiguchi.

## Voor Battle Royale
Kaori was een leerling van de fictieve Shiroiwa Junior High School. Ze was een grote fan van de popgroep Flip Side. Ze was een goede vriendin van Mizuho Inada.

## Battle Royale
Ze kreeg een bijl als wapen. In de film, manga en het boek zijn alle drie verschillende verhalen over haar:
Boek
Kaori kwam in gevecht met Hirono Shimizu. Shuya Nanahara wilde dit stoppen, waardoor Kaori werd afgeleid. Hierdoor schoot Hirono haar dood.
Manga
Kaori is in de manga versie erg bang en raakt ook hierin in een gevecht met Hirono. Nu is Kaori echter de gene die haar neerschiet en wanneer ze Shuya probeert neer te schieten, schiet Shogo Kawada haar dood.
Film
In de film wordt ze op dag twee vermoord door Mizuho. Mizuho steekt haar neer, maar Kaori steekt Mizuho ook neer. Ze overlijden beiden.